# Туменбаева, Жаныл Туменбаевна
Жаныл Туменбаевна Туменбаева (род. 20 февраля 1945 года в с. Панфиловское) — советский и киргизский государственный деятель, депутат Верховного Совета Киргизской ССР IX—XI созывов (1975—1989), министр иностранных дел Киргизской ССР (1989—1991). Чрезвычайный и Полномочный посланник I класса (1990). Почётная гражданка Бишкека. Заслуженный работник промышленности Киргизской Республики (1996).

## Биография
Жаныл Туменбаева родилась 20 февраля 1945 года в селе Панфиловское, Чуйская область.
В 1969 году окончила Московский текстильный институт. В 1983 году окончила Академию общественных наук при ЦК КПСС.
В 1969—1971 годах работала инженером-технологом, инженером технологического отдела, секретарём комитета комсомола Фрунзенского камвольно-суконного комбината. Член КПСС с 1972 года.
В 1971—1975 годах — секретарь Фрунзенского горкома, секретарь ЦК ЛКСМ Киргизской ССР. С 1975 по 1981 год была секретарём Президиума Верховного Совета Киргизской ССР. Также была председателем ревизионной комиссии КП Киргизии. В 1981—1989 годах была первым секретарём сначала Первомайского, затем — Свердловского РК КП Киргизии во Фрунзе.
В 1989 году была назначена министром иностранных дел Киргизской ССР, исполняла обязанности заместителя председателя Совета Министров, пробыла в должности до 1991 года.
В 1991—1992 годах работала заместителем председателя Чуйского облисполкома, а в 1992 году сама стала председателем Чуйского облсовета (кенеша). В 1996—1999 годах была главой Чуй-Токмокской государственной администрации и городской администрации Токмака. В 2000 году была назначена заместителем главы Джалал-Абадской области. В 2001—2002 годах — первый заместитель главы государственной администрации Джалал-Абадской области. 27 августа 2002 покинула пост. 4 сентября 2002 года назначена заместителем министра внешней торговли и промышленности Киргизии.
Председатель Лиги женщин Чуйской области за сохранение народных традиций и обычаев. Директор отдела реализации проекта «Сокращение технических барьеров предпринимательству и торговле».
Замужем, воспитала троих дочерей.